# Listă de tizanoptere din România
Tizanopterele din România sunt reprezentate de 216 specii din 4 familii. Sunt cercetate în special tripșii ce au importanță agricolă. 

## Subordinul Terebrantia

### Familia Aeolothripidae
- Aeolothrips albicinctus Haliday 1836
- Aeolothrips astutus Priesner  1926
- Aeolothrips collaris Priesner  1919
- Aeolothrips ericae Bagnall  1920
- Aeolothrips fasciatus (Linnaeus 1758)
- Aeolothrips intermedins Bagnall 1934
- Aeolothrips melaleucus Haliday 1852
- Aeolothrips priesneri Knechtel 1922
- Aeolothrips pulcher Oettingen 1943
- Aeolothrips verbasci Knechtel  1955
- Aeolothrips versicolor Uzel 1895
- Aeolothrips vittatus Haliday  1836
- Melanthripsfuscus (Sulzer  1776)
- Melanthrips knechteli Priesner  1936
- Melanthrips pallicüor Priesner 1919
- Melanthrips paspaievi Pelikan 1960
- Rhipidothrips gratiosus Uzel 1895

### Familia Heterothripidae
- Ropotamothrips ressli Priesner 1961

### Familia Thripidae
- Anaphothrips atroapterus Priesner 1920
- Anaphothrips euphorbiae Uzel 1895
- Anaphothrips obscurus (O. F. Müller 1776)
- Apterothrips secticomis (Trybom 1896)
- Aptinothrips elegans Priesner 1924
- Aptinothrips rufits (Haliday 1836)
- Aptinothrips stylifer Tiybom 1894
- Baliothrips dispar (Haliday 1836)
- Belothrips acumimtus (Haliday 1836)
- Bolacothrips jordani Uzel 1895
- Ceratothripoides dianthi (Priesner 1921)
- Chirothrips acukatus Bagnall 1927
- Chirothrips hamatus Trybom 1895
- Chirothrips manicatus (Haliday 1836)
- Chirothrips ruptipemis Priesner 1938
- Ctenothrips distinctus (Uzel 1895)
- Dendrothrips degeeri Uzèl 1895
- Dendrothrips omatus (Jablonowski 1894)
- Dendrothrips saltatrix Uzel 1895
- Dictyothrips betaevuzel 1895D
- Drepanothrips reuteri Uzel 1895
- Ereihethrips calcaratus Knechtel 1960
- Eremiothrips manolachei (Knechtel 1955)
- Euchaetothrips kroli (Schille 1910)
- Firmothrips flrmus (Uzel 1895)D
- Franldiniella intonsa (Trybom 1895)
- Franldiniella occidentalis (Pergande 1895)
- Franldiniellapallida (Uzel 1895)
- Franldiniella schultzei (Trybom 1910)
- Franldiniella tenuicomis (Uzel 1895)
- Heliothrips haemorrhoidalis (Bouché 1833)
- Hemianaphothrips articulosus (Priesner 1925)
- Hercinothrips femoralis O. M. Reuter 1891
- Idolimothrips paradoxus Priesner 1920
- Iridothrips iridis (Watsonl924)
- Iridothrips mariae Pelikan 1961
- Kahothrips dentatus Knechtel 1939
- Kakothrips robustus Uzel 1895
- Limothrips angulicomis Jablonowski 1894
- Limothrips cerealium Haliday 1836
- Limothrips consimilis Priesner 1926
- Limothrips denticomis (Haliday 1836)
- Limothrips schmutzi Priesner 1919
- Mycterothrips albidicomis (Knechtel 1923)
- Mycterothrips cmnuticomis <small(Uzel, 1895)DV
- Mycterothrips salicis (0. M. Reuter 1878)
- Neohydatothrips abnormis (Karny 1910)
- Neohydatothrips gracilicomis (Williams, 1916)
- Odontothrips aemulcms Priesner 1924
- Odontothrips biuncus John 1921
- Odontothrips conjusiis Priesner 1926
- Odontothrips intermedius (Uzel 1895)
- Odontothrips loti (Haliday 1852)
- Odontothrips meliloti Priesner 1951
- Odontothrips meridionalis Priesner 1919
- Odontothripsphaleratus (Haliday 1836)
- Oxythrips ajugae Uzel 1895
- Oxythrips bicolor (0. M. Reuter 1897)
- Oxythrips cannabensis Knechtel 1923
- Oxythrips dentatus Knechtel 1923
- Oxythrips euxinus Knechtel 1932
- Oxythrips ulmifoliorum (Haliday 1836)
- ParafrcmMiniella verbasci Priesner 1920
- Parthenothrips dracaenae (Heeger 1854)
- Pezothrips frontalis (Uzel 1895)
- Pezothrips pilosus (Uzel 1895)
- Platythrips tumcatus ((Haliday 1852)
- Prosopothrips vejdovskyi Uzel 1895
- Rhaphidothrips longistylosus Uzel 1895
- Rubiothrips sitvarum (Priesner 1920)
- Rubiothrips sordidus (Uzel 1895)
- Rubiothrips validus (Karny 1910)
- Rubiothrips vitalbae (Bagnali 1926)
- Rubiothrips vitis (Priesner 1933)
- Scolothrips longicomis Priesner 1926
- Sericothrips bicomis (Karny 1910)
- Sericothrips staphylinus Haliday 1836
- Sminyothrips biuncatus Uzel 1895
- Sminyothrips biuncinatus Uzel 1895
- Stenchaetothrips biformis (Bagnali 1913)
- Stenothrips graminum Uzel 1895
- Taeniothrips inconsequens (Uzel 1895)
- Taeniothrips picipes (Zetterstedt 1828)
- Tenothrips discolor (Karny 1907)
- Tenothrips frici (Uzel 1895)
- Tenothrips hispanicus (Bagnali 1921)
- Tenothrips pallidivestis (Priesner 1926)
- Thrips alni Uzel 1895
- Thrips angusticeps Uzel 1895
- Thrips atratus Haliday 1836
- Thrips brevicomis Priesner 1920
- Thrips calcaratus Uzel 1895
- Thrips crassicomis Bagnali 1923
- Thrips difficilis Priesner 1920
- Thrips dilatatus Uzel 1895
- Thrips discolor Haliday 1836
- Thrips euphorbiae Knechtel 1923
- Thrips flams Schrank 1776
- Thrips juhnpes Bagnall 1923
- Thrips Juscipennis Haliday 1836
- Thrips incognitus Priesner 1914
- Thrips juniperinus Linnaeus 1758
- Thrips linariae (Priesner 1928)
- Thrips linarius Uzel 1895
- Thrips major Uzel 1895
- Thrips meridionalis (Priesner 1926)
- Thrips minutissimus Linnaeus, 1758
- Thrips montanus (Priesner 1920)
- Thrips montivagus Priesner 1923
- Thrips nigropilosus Uzel 1895
- Thrips origani Priesner 1926
- Thrips pelikani (Schliephake 1964)
- Thrips physapus Linnaeus 1761
- Thrips pillichi Priesner 1924
- Thrips pini (Uzel 1895)
- Thrips robustus Priesner 1920
- Thrips sambuci Heeger 1854
- Thrips simplex (Morison 1930)
- Thrips tabaci Lindeman 1888
- Thrips timidus Priesner 1926
- Thrips trehemei Priesner 1927
- Thrips trybomi (Kamy 1908)
- Thrips validus Uzel 1895
- Thrips viminalis Uzel 1895
- Tlirips vulgatissimus Haliday 1836
- Tmetothrips subapterus (Haliday 1836)

## Subordinul Tubulifera

### Familia Phlaeothripidae
- Acanthothrips nodicomis (0. M. Reuter 1880)
- Allothrips pillichellus (Priesner 1925)
- Bagnalliella yuccae Hinds 1902
- Bolothrips bicolor (Heeger 1852)
- Bolothrips icarus (Uzel 1895)
- Cephalothrips monilicomis (0. M. Reuter 1880)
- Compsothrips uzeli Hood 1951
- Cryptothrips nigripes (0. M. Reuter 1880)
- Haplothrips acanthoscelis Kamy 1909
- Haplothrips aculeatus (Fabricius 1803)
- Haplothrips alpester Priesner 1921
- Haplothrips angusticomis Priesner 1921
- Haplothrips arenarius Priesner 1920
- Haplothrips cerealis Priesner 1939
- Haplothrips dianthims Priesner 1924
- Haplothrips distinguendus (Uzel 1895)
- Haplothrips flavicinctus (Kamy 1909)
- Haplothrips floricae Knechlel 1960
- Haplothrips hidâdmni Priesner 1950
- Haplothrips juncorum Bagnall 1913
- Haplothrips knechteli Priesner 1923
- Haplothrips kurdyumovi Kamy 1913
- Haplothrips leucanthemi (Schrank 1781)
- Haplothrips minutus (Uzel 1815)
- Haplothrips niger (Osbom 1883)
- Haplothrips nigricans Bagnall 1934
- Haplothripspannonicus Fabian 1938
- Haplothrips phyllophilus Priesner 1938
- Haplothrips reuteri Kamy 1907
- Haplothrips scyihicus Knechlel 1961
- Haplothrips setiger Priesner 1921
- Haplothrips statices (Haliday 1836)
- Haplothrips subtilissimus (Haliday 1852)
- Haplothrips titschacus Pelikan 1965
- Haplothrips tritici Kurdjumov 1912
- Holothrips schaubergeri (Priesner 1920)
- Hoplandrothrips bidens (Bagnall 1910)
- Hoplandrothrips kungaricus (Priesner 1961)
- Hoplandrothrips priesneri (John 1927)
- Hoplothrips absimilis Knechlel 1954
- Hoplothrips caespitis (Uzel 1895)
- Hoplothrips corticis (De Geer 1773)
- Hoplothrips grisescens (Priesner 1924)
- Hoplothrips lichenis Knechlel 1954
- Hoplothrips muscicola Knechlel 1954
- Hoplothripspedicularius (Haliday 1836)
- Hoplothrips quercinus Knechlel 1935
- Hoplothrips ulmi (Fabricius 1781)
- Liothrips amtriacus (Kamy 1910)
- Liothrips pragensis Uzel 1895
- Liothrips setinodis 0. M. Reuter 1880
- Lispothrips crassipes (Jablonowski 1894)
- Megalothrips bonanni Uzel 1895
- Megalothrips delmasi Boumier 1956
- Megathrips lativentris (Heegsr 1852)
- Neoheegeria biroi Priesner 1928
- Neoheegeria dalmatica Schmutz 1909
- Neoheegeria hammani Priesner 1961
- Neoheegeria verbasci (Osbom 1896)
- Notothrips albovittatus (Schille 1910)
- Pezidothrips robiniae (Priesner 1924)
- Phlaeothrips annulipes O. M. Reuter 1880
- Phlaeothrips bacauensis Knechlel 1948
- Phlaeothrips bispinosus Priesner 1919
- Phlaeothrips coriaceus Haliday 1836
- Phlaeothrips parvus Uzel 1895
- Phlaeothrips pillichianus Priesner 1924
- Poecilothrips albopictus Uzel 1895
- Priesneriella clcmcomis (Knechiel 1935)
- Pseudocryptothrips meridionalis Priesner 1919
- Torybothrips micolor (Schille 1910)
- Xylaplothrips fidginosus (Schille, 1910)